# Michael Lerjéus

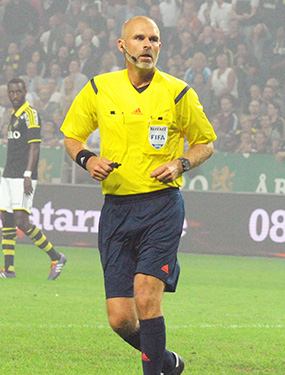
Lerjéus im August 2014

Michael Lerjéus (* 18. Juni 1973) ist ein ehemaliger schwedischer Fußballschiedsrichter.

## Werdegang
Der aus Skövde stammende Lerjéus debütierte 1996 auf Verbandsebene als Schiedsrichter. In der Folge stieg er auf und kam 2002 zu seinem ersten Einsatz in der zweitklassigen Superettan. Nachdem er sich hier bewährte, rückte er vor der Erstliga-Spielzeit 2006 in den Pool der Schiedsrichter für die Allsvenskan auf.
2009 stieg Lerjéus als Nachfolger von Peter Fröjdfeldt, der aus Altersgründen ausgeschieden war, zum FIFA-Schiedsrichter auf. Im selben Jahr trat er als Schiedsrichter bei Nachwuchsturnieren erstmals international in Erscheinung, als er sowohl bei der U-19- als auch der U-21-Europameisterschaft 2009 Partien leitete. Zudem kam er in der Europa League zum Einsatz.